# Дмитро Бортнянський (монета)
«Дмитро Бортнянський» — ювілейна  монета номіналом 2 гривні, випущена Національним банком України, присвячена 270 літтю від дня народження одного із засновників класичної музичної традиції, українського композитора, хорового диригента, музичного педагога, реформатора духовної музики Дмитра Степановича Бортнянського. Монету введено в обіг 19 жовтня 2021 року. Вона належить до серії «Видатні особистості України».

## Опис та характеристики монети
| Номінал грн. | Метал      | Маса, грам | Діаметр, мм. | Якість виготовлення       | Гурт     | Тираж, штук |
| ------------ | ---------- | ---------- | ------------ | ------------------------- | -------- | ----------- |
| 2            | нейзильбер | 12.8       | 31,0         | спеціальний анциркулейтед | рифлений | 35 000      |

### Аверс
На аверсі монети на тлі барокових рослинни розміщено нотний стан із рукописною партитурою, над якою літають серафими з шістьма крилами. В нижній частині на дзеркальномут тлі розміщено напис «УКРАЇНА», під яким розміщено малий Державний Герб України. Ліворуч від герба розміщено номінал монети «2» та графічний символ гривні, а праворуч дата карбування «2021». В правій нижній частині в районі межі з верхньою розташовано логотип Банкнотно-монетного двору Національного банку України.

### Реверс
На реверсі монети зображено Дмитра Боротнянського (на дзеркальному тлі). Праворуч від якого вертикально зазначено «1751 ДМИТРО БОРТНЯНСЬКИЙ 1825». (використано шрифт «RuteniaDecor©2016 Василь Чебаник»)

## Автори

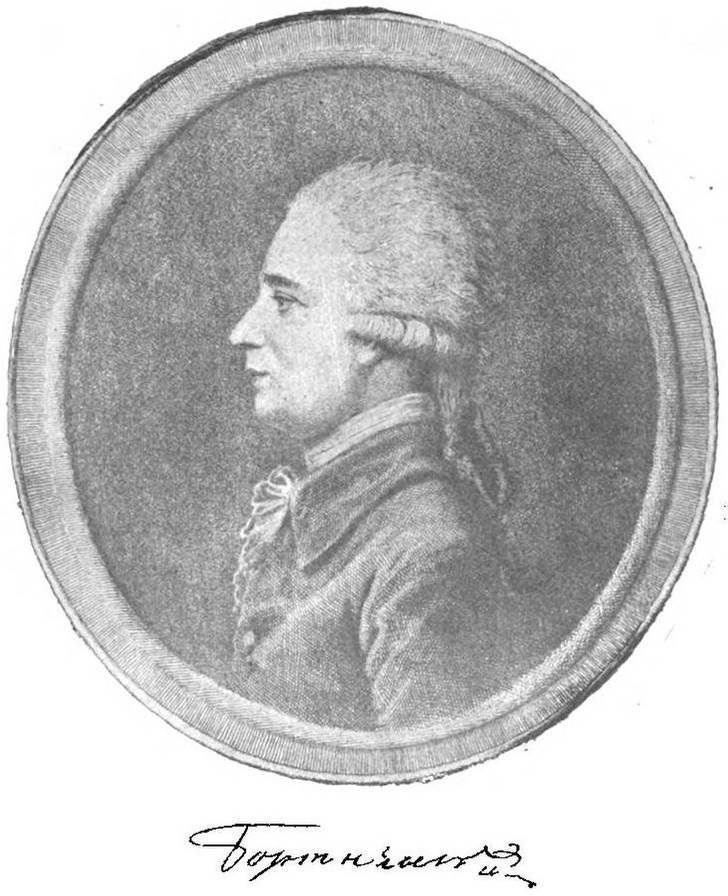
Дмитро Бортнянський

- Художник: Таран Володимир, Харук Олександр, Харук Сергій
- Скульптори: Демяненко Володимир, Атаманчук Володимир.[3]

## Вартість монети
Роздрібна ціна Національного банку України 49 гривень.
Фактична приблизна вартість монети, з роками змінювалася так:
| Рік        | 2021 | 2022 | 2023 | 2024 | 2025 |
| ---------- | ---- | ---- | ---- | ---- | ---- |
| Ціна, грн. | 60   | 60   | 60   | 90   | 100  |